# Formica affinis
Formica affinis är en myrart som beskrevs av Leach 1825. Formica affinis ingår i släktet Formica och familjen myror. Inga underarter finns listade i Catalogue of Life.